# Лопатин, Андрей Иванович
Андрей Иванович Лопатин (около 1675 — 4 ноября 1734)  — ещё выборный, но уже наказной, то есть утверждённый императором Петром I, атаман Войска Донского в 1723—1735 годах.
В его атаманство в 1724 году по воле государя с Дона были переселены более тысячи семейств под Астрахань и на Гребенские горы, и в 1731—1733 годах по воле государыни Анны Иоанновны — более тысячи семейств на Царицынскую сторожевую линию; церковное управление Донcким казачеством было изъято у Епископа Воронежского и перешло в непосредственное ведение Святейшего Синода.
Впервые в истории Войска Донского передал власть войскового атамана по наследству, своему зятю Ивану Ивановичу Фролову до указа императрицы Анны Иоанновны. На следующий день после его смерти 4 ноября 1734 года войсковой круг приговорил исполнить предсмертную волю атамана.